# Phycella
Phycella är ett släkte av amaryllisväxter. Phycella ingår i familjen amaryllisväxter.
Kladogram enligt Catalogue of Life:
| Phycella | \| \| Phycella australis \| \| \| \| \| \| Phycella brevituba \| \| \| \| \| \| Phycella cyrtanthoides \| \| \| \| \| \| Phycella herbertiana \| \| \| \| \| \| Phycella scarlatina \| \| \| \| |
|          | \| \| Phycella australis \| \| \| \| \| \| Phycella brevituba \| \| \| \| \| \| Phycella cyrtanthoides \| \| \| \| \| \| Phycella herbertiana \| \| \| \| \| \| Phycella scarlatina \| \| \| \| |
|          | Phycella australis |
|          | |
|          | Phycella brevituba |
|          | |
|          | Phycella cyrtanthoides |
|          | |
|          | Phycella herbertiana |
|          | |
|          | Phycella scarlatina |
|          | |

## Bildgalleri

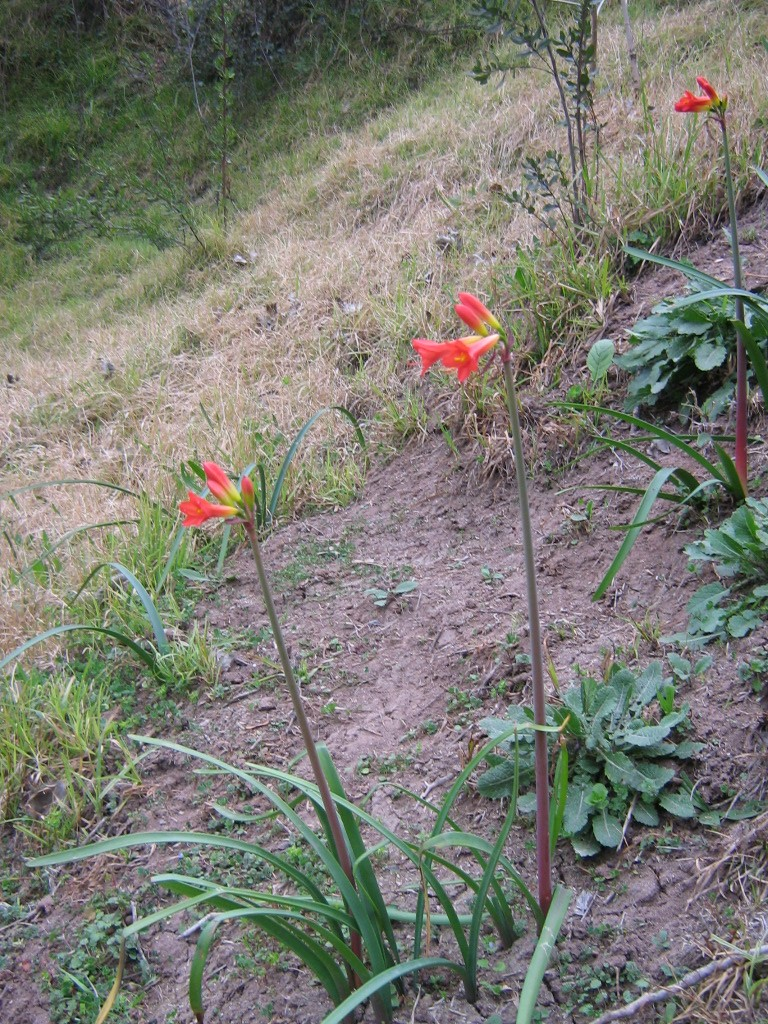